# اسپینور

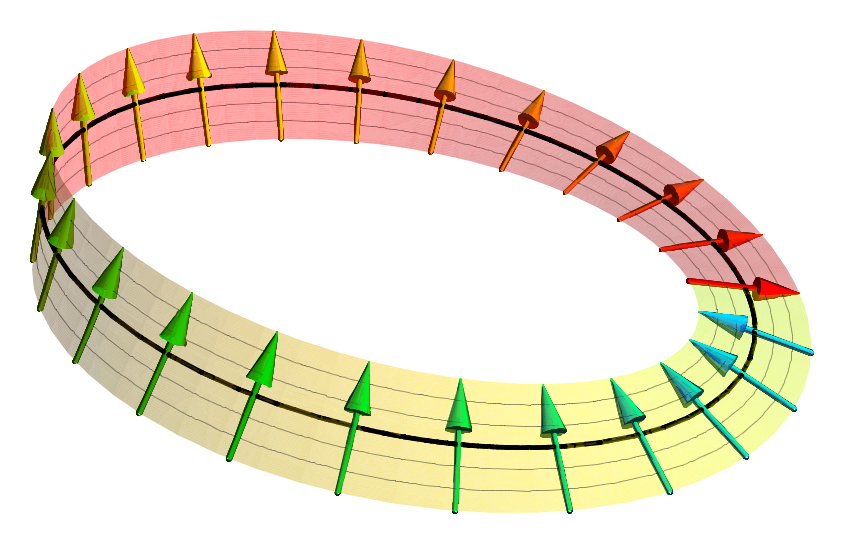
در این تصویر اسپینور به صورت برداری در طول نوار موبیوس به تصویر کشیده شده‌است. همانگونه که مشخص است، هنگامی که دایره (یا همان «سامانه فیزیکی») به‌طور پیوسته دور کامل انجام می‌دهد، علامت اسپینور معکوس می‌گردد.

در هندسه و فیزیک، اسپینورها (Spinors) عناصری از فضای برداری مختلط اند که می‌توان آن‌ها را با فضای اقلیدسی همراه ساخت. اسپینورها نیز همچون بردارهای هندسه و به‌طور کلی‌تر همچون تنسورها، وقتی فضای اقلیدسی را کمی دچار دوران (بی‌نهایت‌کوچک) کنیم، تحت تبدیل خطی قرار می‌گیرند. با این حال، هنگامی که دنباله‌ای از چنین دوران‌های کوچکی با هم ترکیب شوند (انتگرال‌گیریِ ضربی شوند) و در نهایت تشکیل دوران کاملی بدهند، نوع تبدیل اسپینوری حاصل بستگی به این خواهد داشت که چه دنباله‌ای از چنین دوران‌هایی اعمال شده‌اند. اسپینورها برعکس بردارها و تنسورها، وقتی فضا به صورت پیوسته تحت دوران کاملی از {\displaystyle 0^{\circ }} به {\displaystyle 360^{\circ }} قرار بگیرد، به منفی خود تبدیل می‌گردند (تصویر را ببینید). این خاصیت متمایز کننده‌ای برای اسپینورها است: اسپینورها را می‌توان به عنوان «ریشه‌های مربعی» بردارها در نظر گرفت (گرچه که این تعریف دقیقی نیست و حتی ممکن است گمراه کننده باشد؛ لذا بهتر است آن‌ها را به عنوان «ریشه‌های مربعی» مقاطع کلاف‌های برداری دید، در حالتِ کلاف جبرِ خارجی، کلاف کتانژانت یا کلاف هم-مماس، تبدیل به «ریشه‌های مربعی» فرم‌های دیفرانسیلی می‌گردند).
همچنین می‌توان در فضای مینکوفسکی نیز مفهومی مشابه با اسپینور را وارد ساخت که در این حالت تبدیل لورنتسی نسبیت خاص نقش دوران‌ها را ایفا می‌کند. اسپینورها اولین بار توسط الی کارتان در ۱۹۱۳ میلادی به هندسه معرفی شدند. در دهه ۱۹۲۰ میلادی، فیزیک‌دانان کشف کردند که اسپینورها جهت توصیف زاویه ذاتی تکانه، یا همان «اسپین» الکترون‌ها و سایر ذرات زیراتمی ضروری اند.